# Tsam

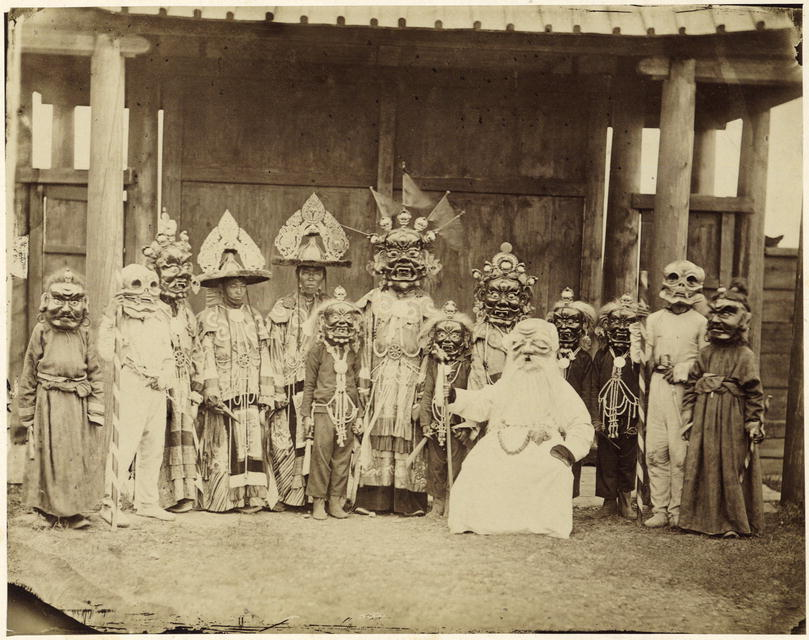
Tsamceremonie in 1880 (Datsan Tamtsjinski)

De Tsam (Tibetaans: Cham) is een plechtige religieuze dienst die door Mongolen, Tibetanen, Boerjaten en andere boeddhistische volkeren elk jaar wordt opgevoerd bij boeddhistische kloosters en datsans. De tsams worden bezocht door grote groepen pelgrims.
De dans wordt altijd uitgevoerd op de dag dat het betreffende klooster in gebruik genomen werd. Het ritueel toont de aanwezigheid van de godheid op aarde aan, en wendt slechte geesten (sjimnoesen/sjolmosen/sholmos) af van volgelingen van Boeddha. De rite bestaat uit een pantomimedans die wordt opgevoerd door de lama's, vermomd als doksjits (de "verschrikkelijken" of "bewaarders van de genieën"). Ze zetten daarvoor maskers van papier-maché op, die elk een van de doksjits tonen. De doksjits worden vergezeld door 'goede' shanaken - lama-bemiddelaars die zwarte magie kennen - die zonder masker maar wel met verdere uitrusting dansen. Gezamenlijk dansen zij in een soort cirkel een religieuze dans, waarbij ze handgebaren maken.